# Barbara Kemp

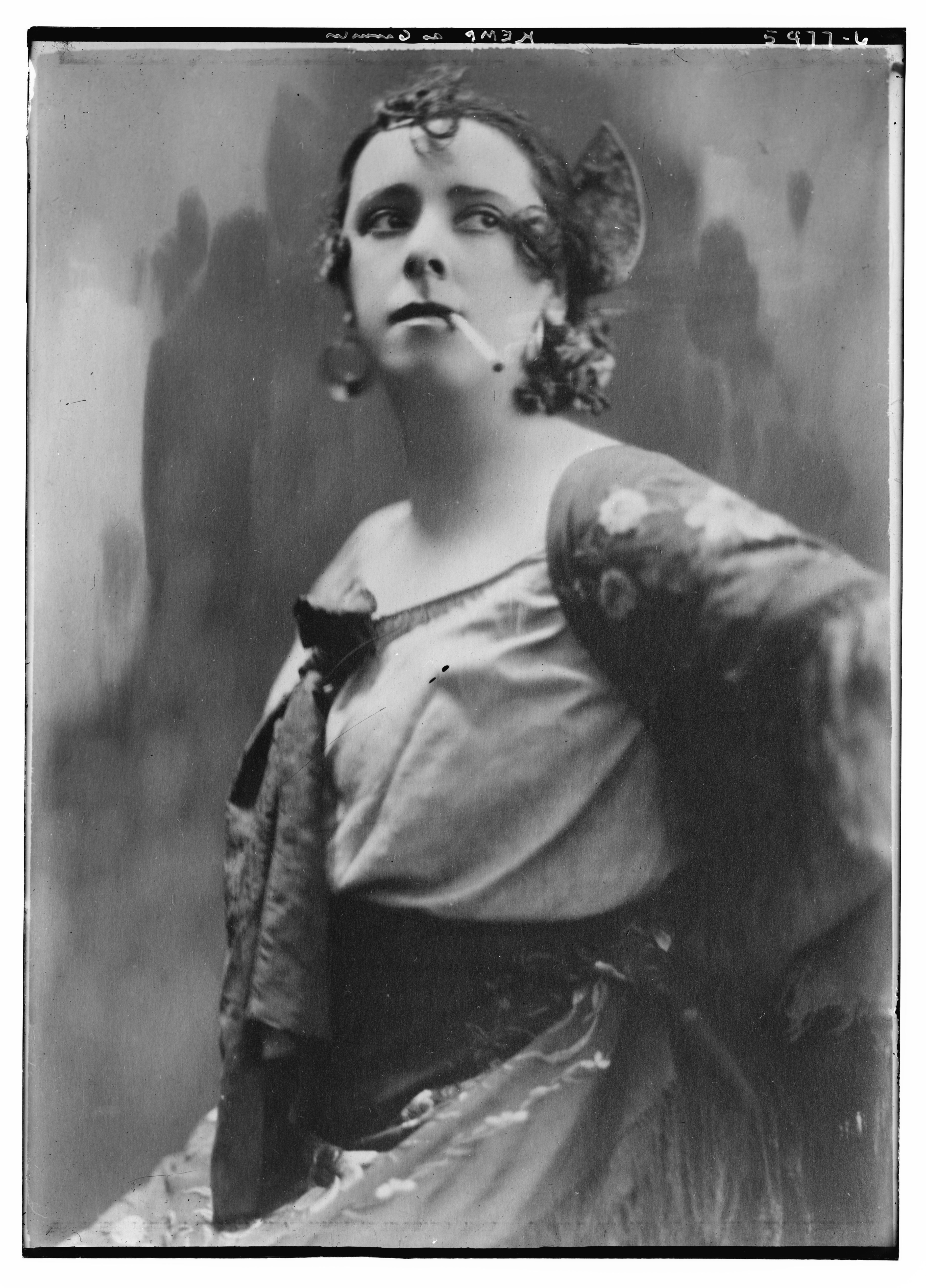
Barbara Kemp als Carmen (1920/25)

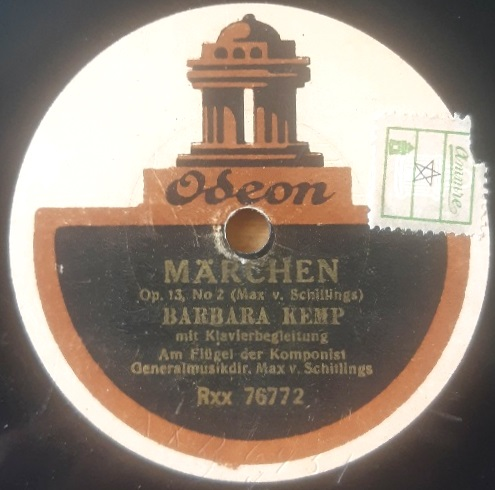
Schallplatte von Barbara Kemp mit ihrem späteren Ehemann am Klavier (Berlin 1919)

Angela Barbara Kemp (* 12. Dezember 1881 in Cochem; † 17. April 1959 in Berlin) war eine deutsche Opernsängerin (Sopran) und Opernregisseurin.

## Leben
Auf der Klosterschule in Cochem wurde ihr musikalisches Talent entdeckt. 1897 ertrank ihr Vater Joseph Kemp, er war Moselschiffer. Mit ihrer Mutter Maria Barbara geb. Schwickerath (* 1858 Alf an der Mosel; † 1921 Berlin-Charlottenburg) zog sie nach Straßburg.
Barbara Kemp absolvierte ihr Studium von 1902 bis 1905 am Konservatorium von Straßburg. Seit 1903 war sie bereits als Volontärin am dortigen Stadttheater tätig. Von 1906 bis 1908 sang sie am Stadttheater von Rostock, von 1909 bis 1913 am Opernhaus von Breslau. In Breslau heiratete sie den Arzt Dr. Johannes Miekley, von dem sie sich später trennte. 1913 wurde sie an der Berliner Hofoper engagiert, an der sie Karriere machte. Bei den Bayreuther Festspielen sang sie 1914 die Senta im Fliegenden Holländer, 1924–1927 die Kundry in Parsifal.
Nach dem Ersten Weltkrieg hatte sie bei Gastspielen Erfolge: 1922–1927 gastierte sie regelmäßig an der Wiener Staatsoper, 1922–1924 war sie an der Metropolitan Opera in New York tätig (Antrittsrolle: Mona Lisa in der gleichnamigen Oper Max von Schillings’). Sie sang weiter in Haag und in Amsterdam, in Budapest und Prag, in München, Dresden und Hamburg. 1923 heiratete sie in zweiter Ehe den Komponisten und Dirigenten Max von Schillings, der 1919 bis 1925 als Generalintendant die Berliner Staatsoper leitete. Ihr Rollenfach reichte vom italienischen Fach (Aida, Leonore in Troubador und Santuzza) bis zu den Heroinen Richard Wagners und Strauss’.
Als Max von Schillings im Jahr 1925 seinen Posten als Generalintendant wegen Unstimmigkeiten mit dem preußischen Kultusminister Carl Heinrich Becker verließ, ging auch Kemp von der Staatsoper Berlin weg und schloss einen Gastspielvertrag ab. 1932 beendete sie ihre Karriere und lebte seither als Gesangslehrerin in Berlin. 1939 übernahm sie die Regie einer Neuinszenierung der Mona Lisa an der Berliner Staatsoper.
Barbara Kemp starb 1959 im Alter von 77 Jahren in ihrer Wohnung in Berlin-Zehlendorf und wurde auf dem St.-Annen-Kirchhof in Berlin-Dahlem beigesetzt. Das Grab ist nicht erhalten.
Barbara Kemp hinterließ Schallplatten der Marke Gramophone (Berlin 1913–15), Odeon (Berlin 1915–21), Electrola (Berlin 1927–28) sowie Parlophon (Berlin 1930).

## Briefe und Zitate
Wilhelm Raupp schreibt in seinem Buch Max von Schillings über Barbara Kemp: Ihr Temperament erfaßt alle Dinge mit unerhörter, leidenschaftlicher Heftigkeit. Sie hat eine einzigartige Fähigkeit, die Affekte blitzartig hochzuspannen und sie im raschen Wandel der Stimmungen zu verschleudern, so daß auch ihre schauspielerische Darstellung alle denkbaren Ausdrucksschattierungen genial erfaßt und mit selbstverständlicher Leichtigkeit stilistisch bezwingt.
Diese große Tragödin lernte nie von anderen, eignete sich nie Fremdes an; sie besaß von Anfang an ureigenste geheimnisvolle Erlebniskräfte.
Ein instinktives Feingefühl läßt sie den geistigen Gehalt der Stoffe und Gestalten schnell erfassen und ihren dramatischen Sinn restlos auschöpfen. So wird Barbara Kemp eine ideale Vertreterin aller Partien die über die allgemeine Schablone hinausragen und monumentale Menschendarstellung erfordern. Da sie dazu über eine Stimme verfügt, die jede musikalische Nuance aufs vollkommenste zur Geltung zu bringen vermag, ist sie in ihrem Kunstbereich durchaus eine einmalige Erscheinung.
Wie selbst Richard Strauss die Künstlerin geschätzt haben muss, geht aus einem Brief an Max von Schillings hervor, der sich auf ein Gastspiel der Künstlerin bezieht. Ich möchte, daß sie (Barbara Kemp) erst den von mir inszenierten „Holländer“ einstudiert, und dann in rascher Folge die Färberin in „Frau ohne Schatten“, Marschallin im „Rosenkavalier“, Salome, vielleicht Elektra, Elsa, Valentine, Donna Anna und Carmen zu singen.